# Trachaner zonatus
Trachaner zonatus là một loài tò vò trong họ Ichneumonidae.